# Rochade Repository
Rochade ist ein Repository der Rocket Software.

## Betriebssysteme
Die Software ist ein Client-Server-basiertes Datenbanksystem, das in Versionen für alle führenden Unix-Plattformen (HP-UX, Sinix, Linux, SunOS), z/OS, Windows sowie als Java-basierter Client für alle grafischen Systeme, die Java unterstützen, erhältlich ist. Auch das BS2000-Betriebssystem von Fujitsu-Siemens wird unterstützt.

## Lieferumfang
Zum Produkt gehören eine große Zahl unterschiedlicher Komponenten, die verschiedene IT-relevante Aufgabenstellungen abdecken. Dazu gehören verschiedene lexikalische Scanner für Programmiersprachen (u. a. für COBOL, PL/I, ASSEMBLER, C, Java), Scanner für z/OS-basierte Systeme (u. a. für CICS, JCL, IMS), für Datenbanksysteme (u. a. DB2,  Microsoft SQL Server, PostgreSQL, Sybase, Teradata, Oracle) und viele weitere Umgebungen.
Des Weiteren werden spezielle Anwendungen wie ER-Modellierung, Data-Warehouse oder ein Data-Dictionary angeboten.

## Geschichte
Rochade geht zurück auf eine Idee von Christoph Röttger, dem späteren Mitgründer der Röttger & Osterberg Software-Technik GmbH, und wurde zuerst in einem Papier 1979 beschrieben.
Der Produktname „Rochade“ wurde gewählt, weil er einerseits mit den Anfangsbuchstaben der Nachnamen der Firmengründer Christoph Röttger und Wolf-Heinrich Osterberg begann, zum anderen Assoziationen zum (geschickten) Schachzug Rochade wecken sollte.
Nachdem die Entwicklung von Rochade 1981 durch die deutsche Firma Röttger & Osterberg Software-Technik GmbH (abgekürzt R&O Software-Technik GmbH) begonnen hatte, erreichte das Produkt 1983 erste Marktreife unter dem Betriebssystem BS 2000 der Firma Siemens. Nach ersten Erfolgen im BS 2000-Markt folgten bald Versionen für die damals auf Großrechnern am weitesten verbreiteten Betriebssysteme MVS sowie VM der Firma IBM.
Bereits 1985 wurde eine Version für den erst wenige Jahre alten IBM PC unter MS-DOS entwickelt, damals für Großrechner-Software eine Sensation. Diese PC-Version wurde im Herbst 1985 auf der Messe „Systems“ in München vorgestellt.
Ein wichtiger Meilenstein in der Entwicklung von Rochade war die Gründung einer Entwicklungsabteilung in Chemnitz im Jahre 1990, noch vor der Wiedervereinigung. Die dort gewonnen zusätzlichen Entwickler brachten fehlendes Knowhow und dringend benötigte Entwicklungskapazität. Die Niederlassung Chemnitz wuchs sehr schnell von zunächst 6 auf ca. 30 Mitarbeiter an. Sie war mit entscheidend für den anschließenden Durchbruch auf den internationalen Märkten außerhalb Deutschlands, Österreichs und der Schweiz.
Im Jahr 1992 erschien die erste Version für den Client-Server-Betrieb.